# Zift
Zift (en búlgaro, Дзифт, transliterado como: Dzift) es una película dramática búlgara en blanco y negro de 2008 que combina el neo-noir y la comedia negra con motivos retro socialistas; se basa en la novela homónima de Vladislav Todorov de 2006 y él también escribió el guion. Zift fue dirigida por Javor Gardev y se estrenó el 27 de junio de 2008 en el 30.ª del Festival Internacional de Cine de Moscú, donde ganó un George de Plata al Mejor Director y el Premio a la Mejor Película de la Federación de Clubes de Cine de Rusia.
La película está protagonizada por Zachary Baharov como Moth, el personaje principal que organiza un robo por amor y dinero y es encarcelado antes del golpe de Estado del 9 de septiembre por un asesinato que no cometió. Moth sale de la cárcel en la década de 1960 para conocer la nueva y desconocida realidad de la socialista Sofía.
El nombre de Zift se deriva del préstamo árabe zift o dzift, que significa "asfalto", "betún" o "brea negra", una vez una sustancia popular para masticar entre las bandas en la jungla de asfalto de Sofía; También se dice que la palabra es jerga urbana para mierda.

## Argumento
La trama de Zift se desarrolla de forma no lineal: aunque la historia principal después de la liberación de Moth de la prisión se cuenta cronológicamente, los eventos que llevaron a su encarcelamiento se revelan por medio de numerosos flashbacks relativamente largos y no necesariamente cronológicos. La historia se presenta aquí cronológicamente.
Moth es un tipo corriente de Sofía, la capital de Bulgaria. En la escuela, se enamora de la hermosa Ada (Tanya Ilieva), más tarde apodada "Mantis". Por un deseo de dinero, acepta trabajar para un vecino sospechoso conocido como Slug (Vladimir Penev). Los dos planean el robo de un diamante negro de la casa del joyero emigrado blanco Vlad el Bijou. El robo termina en un fracaso cuando Moth es herido por The Bijou y capturado por la policía; Slug logra escapar y nunca se carga. No hay rastro del diamante, y como Vlad es asesinado por Slug durante el robo, la policía nunca llega a saber de su existencia.
En la prisión de Sofía, Moth, además de ejercitarse al son de la música patriótica soviética, también se hace amigo de su compañero de piso mayor Van Wurst the Eye (Mihail Mutafov), así apodado porque ha estado usando una prótesis ocular después de perder uno de sus ojos durante un robo en Barcelona. Además de ser un ávido boxeador y luchador de brazos, Van Wurst también tiene sus puntos de vista filosóficos sobre la vida, como una teoría sobre el poder destructivo de las mujeres, que comparte con Moth. Poco antes de ser liberado, Van Wurst se ahorca, afirmando que "no hay esperanza afuera". Mientras estaba en prisión, Ada le informa a Moth que su hijo Leonid nació y murió de trismo cuando aún era muy joven.
Cuando Moth sale de la prisión después, recoge su ropa de civil y su bola de betún masticable de un año del guardarropa y no pierde la oportunidad de insultar a un guardia detestable, que lo golpea con la cabeza hasta dejarlo inconsciente. Afuera, Moth es elegido por un suboficial y un soldado más joven que lo lleva en un Chaika a los baños. En el húmedo sótano de Baths, Slug, ahora un miembro influyente localmente de la nomenklatura comunista, lo interroga y tortura, y cree que Moth conoce la ubicación del diamante negro. Moth niega e incluso duda que el diamante haya existido; más tarde se las arregla para escapar, pero no antes de consumir el vino envenenado con iridio que le ofrece Slug.
Vagando borracho e intoxicado por Sofía y buscando a su antigua novia Ada, Moth llega a presenciar la nueva realidad socialista de la que solo había oído hablar en la radio de la prisión: el aspecto de la ciudad ha cambiado con The Largo y el mausoleo de Georgi Dimitrov, pero la naturaleza de la gente ha permanecido esencialmente igual. El protagonista se encuentra con una variedad de personajes extraños, como médicos drogadictos, pacientes extraños y borrachos locales. Termina en la Iglesia de San Nicolás, donde se encuentra con el sacerdote que lo había bautizado (Đoko Rosić); el sacerdote le señala el paradero actual de Ada como intérprete en un club nocturno con el nombre artístico de Gilda (una referencia a Gilda, ya que Ada también interpreta una versión en búlgaro de Put the Blame on Mame).
Moth encuentra a Ada, que ahora vive con Slug, y tiene sexo con ella. Más tarde le revela a Ada que está al tanto de la ubicación del diamante, en el ataúd de Vlad el Bijou. Los dos van al cementerio, donde Moth primero insiste en visitar la tumba de su hijo. Sin embargo, se da cuenta de que es la tumba de otra Leónidas (su madre había sido enterrada en la misma tumba muy recientemente) y que en realidad nunca tuvo un hijo. Al mismo tiempo, se da cuenta de que Slug está detrás de él con Ada, quien aparentemente lo había traicionado. Los tres se dirigen a la tumba de Bijou; mientras cava, Moth mata a Slug con su pico, pero Ada lo hiere de muerte y lo aturde un momento después.
Moth se despierta en el cobertizo de los sepultureros. Al darse cuenta de su inminente muerte, pide su betún para no morir de mal aliento. Al romper el betún, Moth revela que el diamante negro había estado escondido dentro de él durante todos esos años. Se traga el diamante y muere.

## Reparto
- Zachary Baharov como Lev Kaludov Zhelyazkov, Más conocido como Moth (Молеца, Moletsa) o Leo
- Tanya Ilieva como Ada o Mantis (Богомолката, Bogomolkata), La novia femme fatale de Moth antes de la prisión
- Vladimir Penev como Slug (Плужека, Pluzheka), Cómplice de Moth en el fallido robo de diamantes y posterior amante de Mantis
- Mihail Mutafov como Van Wurst the Eye (Ванвурст Окото, Vanvurst Okoto), Compañero de cuarto de la prisión de Moth
- Đoko Rosić como El Sacerdote[5]
- Jordania Mutafov como Vlad el Bijou

## Premios
2008 - Festival Internacional de Cine de Moscú
- Ganador - "Silver St. George" al mejor director en la competencia principal - Javor Gardev
- Ganador - El premio de la Federación de Clubes de Cine de Rusia a la * Mejor Película en la Competencia Principal

2008 - Festival Internacional de Cine de Toronto
- Nominado - Concurso de descubrimiento

2008 - Festival de Largometrajes de Bulgaria Golden Rose
- Ganador - Premio a la mejor película "Golden rose"
- Ganador - Premio al mejor actor principal - Mihail Mutafov
- Ganador - Premio al mejor director de fotografía - Emil Christov (b.a.c.)
- Ganador - Mejor editor - Kevork Aslanyan
- Ganador - Premio especial de la Asociación de Críticos de Cine
- Ganador - Premio especial a los mejores productores otorgado por New Boyana Film

2009 - Festival Internacional de Cine de Sofía
- Ganador - Premio especial del jurado internacional
- Ganador - Premio Kodak al mejor largometraje búlgaro

2009 - Festival Internacional de Cine de Vilnius "Cinema Spring"
- Ganador - Premio al mejor director (Mención especial) - Javor Gardev[6]

## Emisiones
En mayo de 2009, los productores de la película anunciaron que HBO había comprado los derechos de transmisión de la película. La película fue la primera película búlgara que se transmitió por HBO.
 